# Karel David (právník)
Karel David (též německy Carl von David, asi 1700 Praha – 1745 pevnost Buda) byl český šlechtic, právník a zednář, který dosáhl povýšení do šlechtického stavu. Byl absolventem Univerzity Karlovy a nositelem titulu bakaláře a byl literárně činným právníkem v Praze. Po nástupu císařovny Marie Terezie aktivně podporoval nárok bavorského kurfiřta Karla Albrechta na český trůn. Za tyto aktivity byl roku 1743 uvězněn a odsouzen k popravě rozčtvrcením, v poslední chvíli na popravišti pak omilostněn a internován v uherské pevnosti Buda, kde za dva roky zemřel.

## Životopis

### Mládí
Narodil se na Malé Straně v Praze do zajištěné rodiny zdejšího měšťana a řezníka Václava Davida. Otec vlastnil dům č. 65 na Dražickém náměstí poblíž ulice Na příkopě, v těsné blízkosti Prašné brány, který nechal barokně přestavět. Vystudoval na Univerzitě Karlově, poté působil jako tajemník hraběte z Bubna, ale neosvědčil se a pro peněžní zpronevěru byl po jistý čas ve vazbě. Okolo roku 1730 uzavřel výhodný sňatek s majetnou a společensky výše postavenou nevěstou. Za autorství jistého právního spisu jej císař Karel VI. roku 1733 povýšil na šlechtice s přídomkem von David. Stal se členem zednářského společenství.

### Podpora Karla Albrechta
Po smrti Karla VI. roku 1740 a nástupu Marie Terezie, jeho dcery, na trůn, byl jedním z předních přízniců bavorského kurfiřta Karla Alberta. Po vypuknutí války o rakouské nástupnictví francouzsko-bavorské vojsko pod velením maršála de Saxe 26. listopadu 1741 dobylo Prahu a Karel Albrecht se dne 9. prosince 1741 nechal provolat protikrálem (korunovační klenoty byly ukryty ve Vídni) jako Karel VII. Legálním králem českým byla od roku 1740 Marie Terezie, nicméně značná část české šlechty vzdala Karlu Albrechtovi 19. prosince hold. David se účastnil Karlovy korunovace, v jeho domě na Dražickém náměstí se scházeli podpůrci Karla Albrechta, často členové zednářské lóže, které byl David součástí.
Rovněž byl autorem spisů a provolání obyvatelstvu, ve kterých brojil proti Marii Terezii. Za své služby se stal nejprve hejtmanem Kouřimského kraje, posléze pak kraje Boleslavského, namísto rytíře Zhořského. Po obležení Prahy rakouským vojskem v červnu 1742 sepsal návrh císařského patentu vyzývající veškeré obyvatelstvo Českého království, s příslibem osvobození od nevolnictví a placení daní po tři roky, který byl následně s posvěcením Karla VII. 5. července 1742 rozeslán pod názvem Osvobozovací patent. Administrativa Marie Terezie proti jeho šíření rázně konala a vyhlásila kruté tresty, bude-li se jím někdo řídit, výsledný efekt zprávy byl tak velmi malý.

### Dopadení a soud
Po převzetí kontroly rakouskými vojsky nad městem po kapitulaci Bavorů a Francouzů 28. prosince 1742 byla následně do Prahy z Vídně vyslána též vyšetřovací komise s úkolem potrestat podpůrce Karla VII. v Praze. V bezvýchodné situaci se David pokusil 1. ledna 1743 o úprk z Prahy se zbytky francouzských vojsk. Na tzv. Francouzské bráně na Vyšehradě byl však odhalen a následně zajat stráží velitele pevnosti Piccolominiho. Byl poté uvězněn na Novoměstské radnici. V následném procesu byl odsouzen za velezradu a potrestán popravou rozčtvrcením, což představovalo nejtvrdší rozsudek celého jednání. Poprava měla být vykonána 28. června 1743 na pražském Dobytčím trhu před Novoměstskou radnicí. Poté, co byl přiveden na popraviště a byly mu zavázány oči, takřka v poslední chvíli apelační rada Vojtěch Prokop z Höpfingenu zveřejnil císařský pardon a zmírnění trestu na doživotní vězení.

### Úmrtí
Karel David byl následně z Prahy eskortován do pevnosti na Budíně v Uhrách, kde zemřel roku 1745.